# Enciclopedia en línea

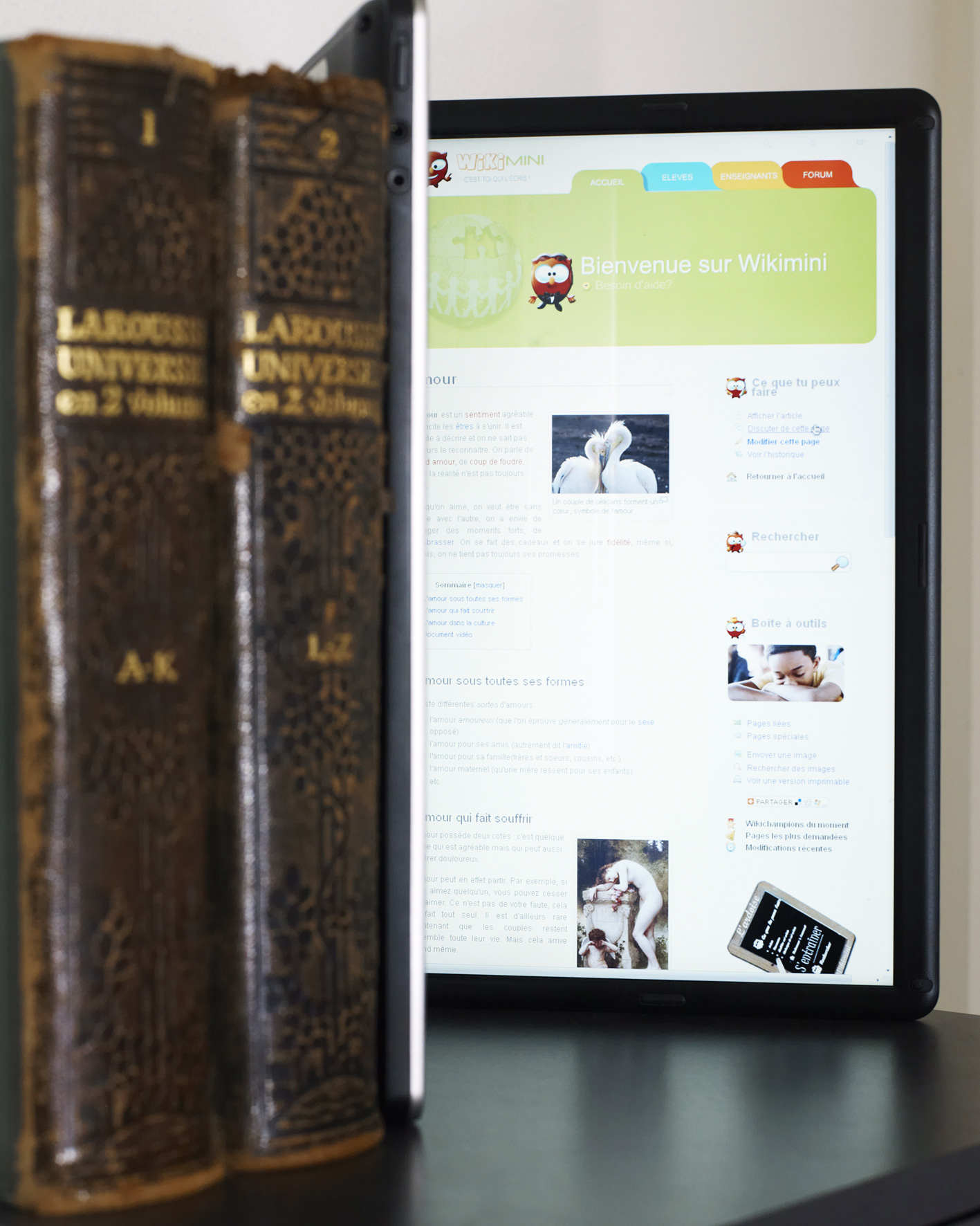
Wikimini, una enciclopedia en línea para niños.

Una enciclopedia en línea o enciclopedia electrónica es uno de los proyectos de enciclopedia almacenada en una gran base de datos de información útil, accesible a través de la World Wide Web. La idea de construir una enciclopedia con un  uso libre en Internet se remonta al menos en la propuesta de 1993 Interpedia, si no que fue planeado como una enciclopedia en internet para que todo el mundo pueda contribuir materiales. El proyecto no salió de la fase de planificación y fue alcanzado por la explosión de la World Wide Web, la aparición de los motores de búsqueda de alta calidad, y la conversión del material existente.
A diferencia de un software educativo, la página web recibe la base de datos mediante un navegador web donde lo actualiza. La base de datos se usa mediante la digitalización de una información. En el caso de las viejas enciclopedias impresas, por ejemplo, estas ayudan a mejorar la lectura o extraer su contenido para ser citadas..

## Historia
En enero de 1995, el Proyecto Gutenberg comenzó a publicar el texto ASCII de la Enciclopedia Británica, la 11 ª edición (1911), pero los desacuerdos sobre los métodos detuvo el trabajo después del primer volumen. Por razones de marcas esto ha sido publicados en el Proyecto Gutenberg. En 2002, texto ASCII de los 28 volúmenes se publicó en 1911encyclopedia.org por otra fuente; una reclamación de copyright se ha añadido a los materiales, pero probablemente no tiene validez jurídica. Proyecto Gutenberg ha reiniciado el trabajo de digitalización y revisión esta enciclopedia; en junio de 2005 no había sido publicado aún. Mientras tanto, en vista de la competencia de rivales como Encarta, la última Britannica fue digitalizada por sus editores, y vendido por primera vez como un CD-ROM y más tarde como un servicio en línea. Otros proyectos de digitalización han hecho progresos en otros títulos. Un ejemplo es Easton's Bible Dictionary (1897) digitalizado por la Biblioteca de Clásicos Cristianos de Ethereal.

## Enciclopedias en línea en español
Estas son algunas de las enciclopedias en línea en idioma español más populares.
- Base de Datos
- Citizendium
- EcuRed
- Encarta
- Enciclopedia Libre
- Wikipedia